# مجردمانده‌ها
مجردمانده‌ها یا دختران مجرد (اسپانیایی: Para vestir santos‎) یک مینی‌سریال کمدی-درام موزیکال به کارگردانی دانیل بارونه است که در سال ۲۰۱۰ منتشر شد. این سریال زمانی ساخته شد که ازدواج همجنس در آرژانتین ممنوع بود.

## گزیدهٔ بازیگران

### اصلی
- گابریلا توسکانو
- سلسته سید
- گریسلدا سیسیلیانی
- گلوریا کارا
- بتیانا بلوم
- اوگو آرانا
- فرنان میراس
- دانیل هندلر
- اِکتور دیاس

### بازیگران فرعی یا میهمان
- خولیتا دیاس
- مارتینا گوسمن
- اوسمار نونیس
- آدریان سوئار
- ریکاردو دارین
- لیتو کروس
- لوئیس ماچین
- آلفردو کاسرو
- گابریل گوئیتی
- بئاتریس اسپلسینی
- پائولا بارینتوس